# Szkoła Robinsonów
Szkoła Robinsonów (inna wersja tytułu polskiego tłumaczenia: Robinzon amerykański, fr. L’École des Robinsons, 1882) – robinsonada, jednotomowa powieść Juliusza Verne’a z cyklu Niezwykłe podróże złożona z 22 rozdziałów.
Pierwszy polski przekład w odcinkach pojawił się w 1882, a w postaci książkowej w 1925.